# Майоне, Асканио
Асканио Майо́не (Majone, Maione, Mayone; ок. 1570, Неаполь — 9 марта 1627, там же) — итальянский композитор, органист, арфист.

## Очерк биографии и творчества
Учился музыке в неаполитанской церкви Благовещения Пресвятой Богородицы (Сантиссима-Аннунциата) у Дж. де Мака. С 1593 года и до конца дней своих — первый органист в этой же церкви. С 1602 — второй, с 1614 до самой смерти — первый органист Королевской капеллы в Неаполе. Вероятно, был знаком с Дж. М. Трабачи, который в то же самое время служил капельмейстером в той же капелле.
Майоне — автор двух сборников («книг») под названием «Capricci» (кн.1, 1603; кн.2, 1609) и Первой книги ричеркаров (1606), содержащих пьесы в типичных для того времени жанрах инструментальной музыки — ричеркар (в том числе на cantus firmus, духовный или светский), французская канцона, «партита на арию Руджеро» (т.е. вариации на басовое остинато под названием «Руджеро»), орнаментальные вариации на мадригал (например, на популярный в ту эпоху «Io mi son giovinetta» Д. Феррабоско), токкаты и т. д.
Исторический интерес представляет второй сборник каприччио Майоне, куда вошли две пьесы для так называемого «хроматического клавесина» (cimbalo cromatico), экспериментального инструмента, для которого писали в то время и некоторые другие неаполитанские музыканты. В предисловии к этой книге Майоне, сознавая собственное новаторство, предупреждает читателя, чтобы тот «не возмущался и не осуждал автора за слабое владение контрапунктом», и разъясняет свою технику так: «…когда сочинения украшаются пассажами, всегда случаются несколько проходящих фальшивых нот, возникающих против правил контрапункта, но без них нельзя достичь красивого эффекта».
Майоне также автор сборника («книги») пятиголосных мадригалов (1604), двух мотетов, мессы и вечерни (не опубликованы), сборника трёхголосных канцонетт (утрачен).
По просьбе натуралиста и ботаника Фабио Колонны Майоне написал несколько экспериментальных нотных образцов «хроматической» и «энармонической» (в современной терминологии — микрохроматической) музыки, которые должны были проиллюстрировать совершенство (perfezione) проектируемого Колонной клавишного музыкального инструмента, так называемой «линчейской самбуки». Эти экспериментальные ноты опубликованы в трактате Колонны в Неаполе, в 1618 году.